# Марктшеленберг
Марктшеленберг (њем. Marktschellenberg) град је у њемачкој савезној држави Баварска. Једно је од 15 општинских средишта округа Берхтесгаденер Ланд. Према процјени из 2010. у граду је живјело 1.823 становника. Посједује регионалну шифру (AGS) 9172124.

## Географски и демографски подаци
Марктшеленберг се налази у савезној држави Баварска у округу Берхтесгаденер Ланд. Град се налази на надморској висини од 503 метра. Површина општине износи 17,7 km². У самом граду је, према процјени из 2010. године, живјело 1.823 становника. Просјечна густина становништва износи 103 становника/km².